# Klaus Niedzwiedz
Klaus Niedzwiedz, né le 24 février 1951 à Dortmund, est un pilote automobile allemand de compétitions sur circuits pour voitures de Tourisme et de Grand Tourisme.

## Biographie
Sa carrière au volant s'étale du milieu des années 1970 (Mini Cooper et Formule V) à 2013 (coupe d'Allemagne Volkswagen Scirocco).
En 1979 il devient pilote d'usine pour Ford.
En 1988 il a survécu à une crevaison sur Sauber C9 à plus de 390 km/h, lors des essais des 24 Heures du Mans à sa troisième apparition sur le circuit.
Depuis 1984 il est également journaliste et présentateur de télévision (Treibstof sur Sat.1, N-tv-Motor depuis 1997, et sur ZDF depuis 2003). Depuis 2009 il est le producteur du magazine NRW-mobil (où il présente les nouveautés automobiles) pour la chaîne NRW.TV (de). Il est aussi un intervenant régulier pour le magazine N-tv-TopCars sur N-tv (chaîne aux couleurs de laquelle il a piloté sa Honda NSX-R pour la victoire de classe au Nürburgring en 2005).

## Palmarès

### Titres

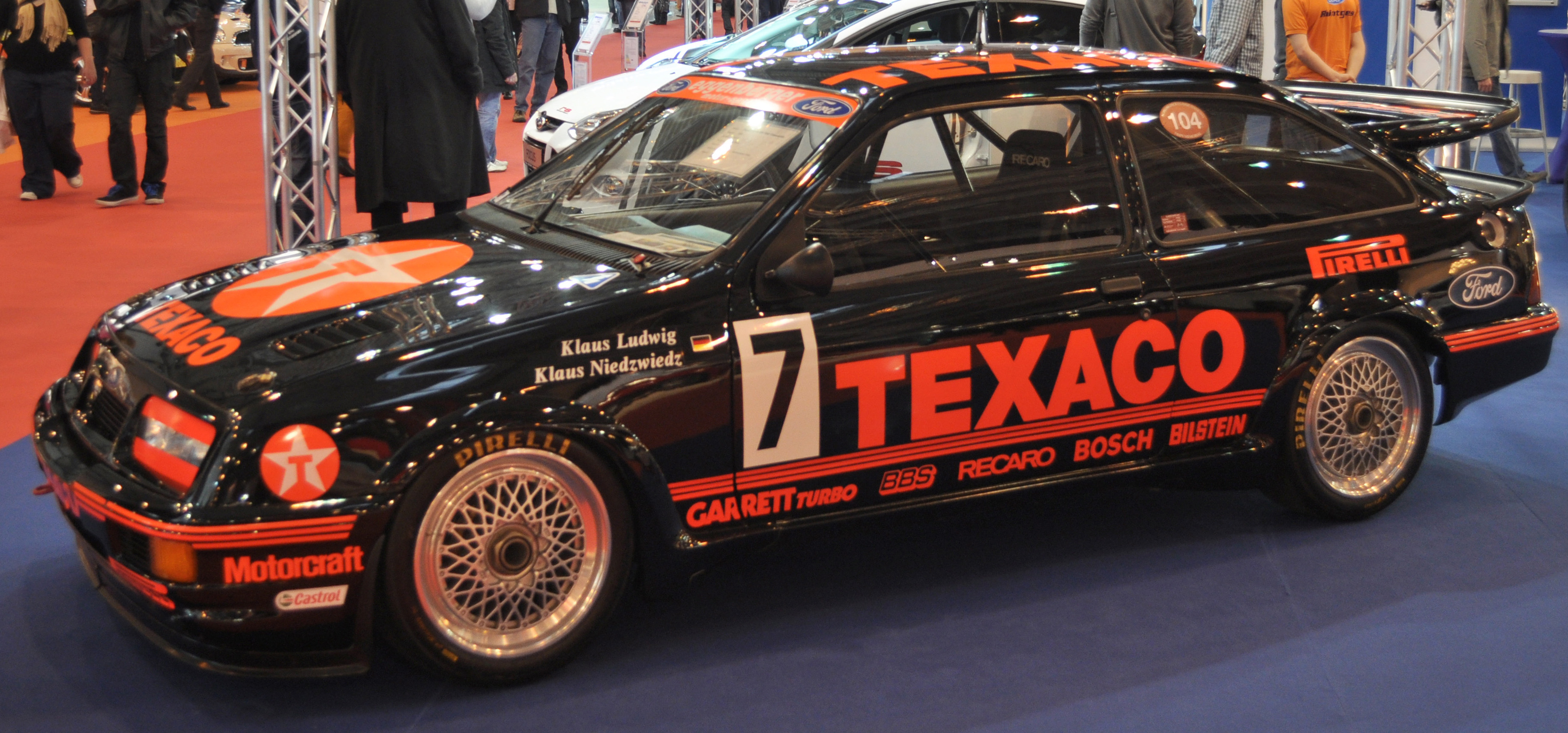
La Ford Sierra RS 500 de Ludwig et Niedzwiedz en WTCC pour 1987 avec le team Eggenberger Motorsport.

- Champion Interserie en 1984, sur Zakspeed C1/8 du team GWB-Ford Zakspeed;
- Meilleur pilote privé de la Super Tourenwagen Cup en 1988, sur Opel Vectra;
  - Vice-champion du Deutsche Tourenwagen Meisterschaft en 1989, sur Ford Sierra RS Cosworth 2L. du team Eggenberger Motorsport (derrière Roberto Ravaglia);
  - 3e du championnat du monde des voitures de tourisme (WTCC) en 1987, sur Ford Sierra RS Cosworth 2L. et 500 du team Ford Texaco Eggenberger Motorsport (à égalité de points avec le vice-champion Klaus Ludwig, tous deux à un point de Ravaglia)[1];
  - 3e du Deutsche Rennsport Meisterschaft en 1982 (Ford Capri Turbo du team D&W Zakspeed) et 1983 (Zakspeed C1/8 du team GWB-Ford Zakspeed);

### Victoires notables
- DRM (6):
  - 1980: Zolder et Nürburgring;
  - 1981: Nürburgring;
  - 1982: Zolder et Nürburgring;
  - 1983: Hockenheim;

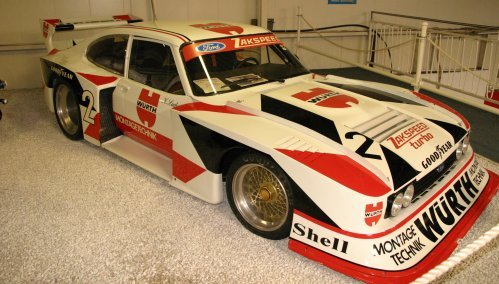
Ford Capri Turbo Gr.5 de 1981 en DRM, avec le team Zakspeed (Auto & Technik Museum de Sinsheim).

- 24 Heures du Nürburgring en 1982 (avec Ludwig et Dieter Gartmann sur Ford Capri), et 1987 (avec Ludwig et l'anglais Steve Soper sur Ford Sierra RS Cosworth);
- Interserie (4):
- 1984: Zeltweg, Nürburgring, Erding et Most;
- DTM (6):
  - 1985: Avus-Rennen;
  - 1986: aéroport de Mainz-Finthen;
  - 1989: Avus 2, Hockenheim 2-2, Hockenheim 3-1, et Hockenheim 3-2;
- ETCC (5):
  - 1986: 500 kilomètres d'Estoril;
  - 1987: Zolder;
  - 1988: 500 kilomètres d'Estoril, de Dijon, et de Vallelunga (8e au championnat);
- WTCC 1987 (4, avec Ludwig): Grand Prix du Nürburgring, de Brno, Wellington 500, et Fuji Inter-tec 500;
- Victoires de classe aux 24 Heures du Nürburgring en 2002 (N3, sur Honda Civic Type-R), 2005 (Honda NSX-R), 2009 et 2010 (AT, sur Volkswagen Scirocco GT24-CNG, à 59 ans).

(Nota Bene: il participe également à deux reprises aux 24 Heures du Mans, en 1981 et 1982, avec Joest Racing et Zakspeed, mais il doit abandonner)

## Record (définitif)
- Temps au tour sur le Nürburgring en Groupe 5 (ancien tracé Nordschleife de 22 835 m): 7 min 08 s 59 à près de 192 km/h le 4 juillet 1982, sur Ford Capri Zakspeed Turbo (et pole position du Grand Prix du Nürburgring)[3].

## Galerie d'Images

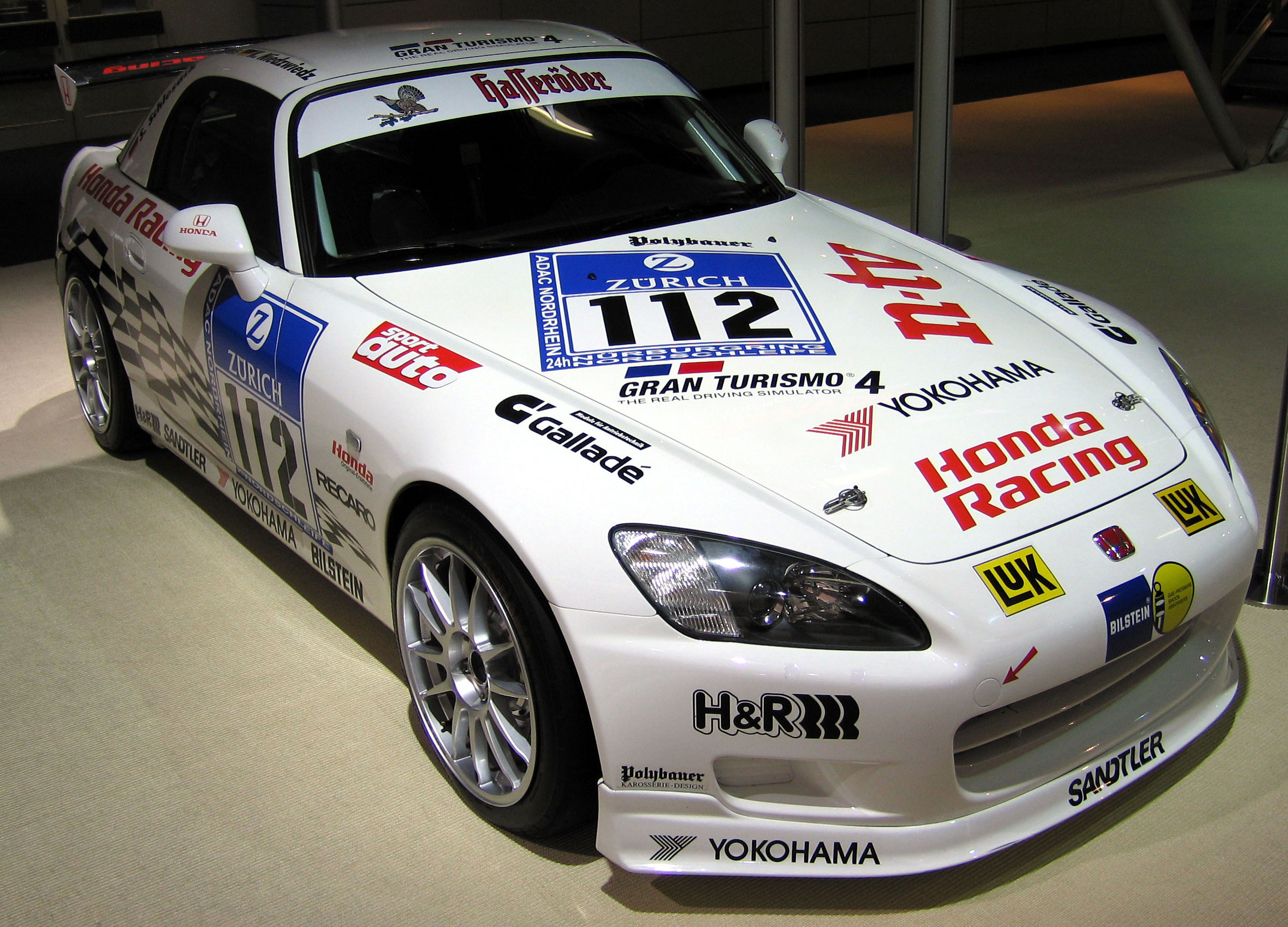
La Honda S2000 de Niedzwiedz aux 24 Heures du Nürburgring 2003;
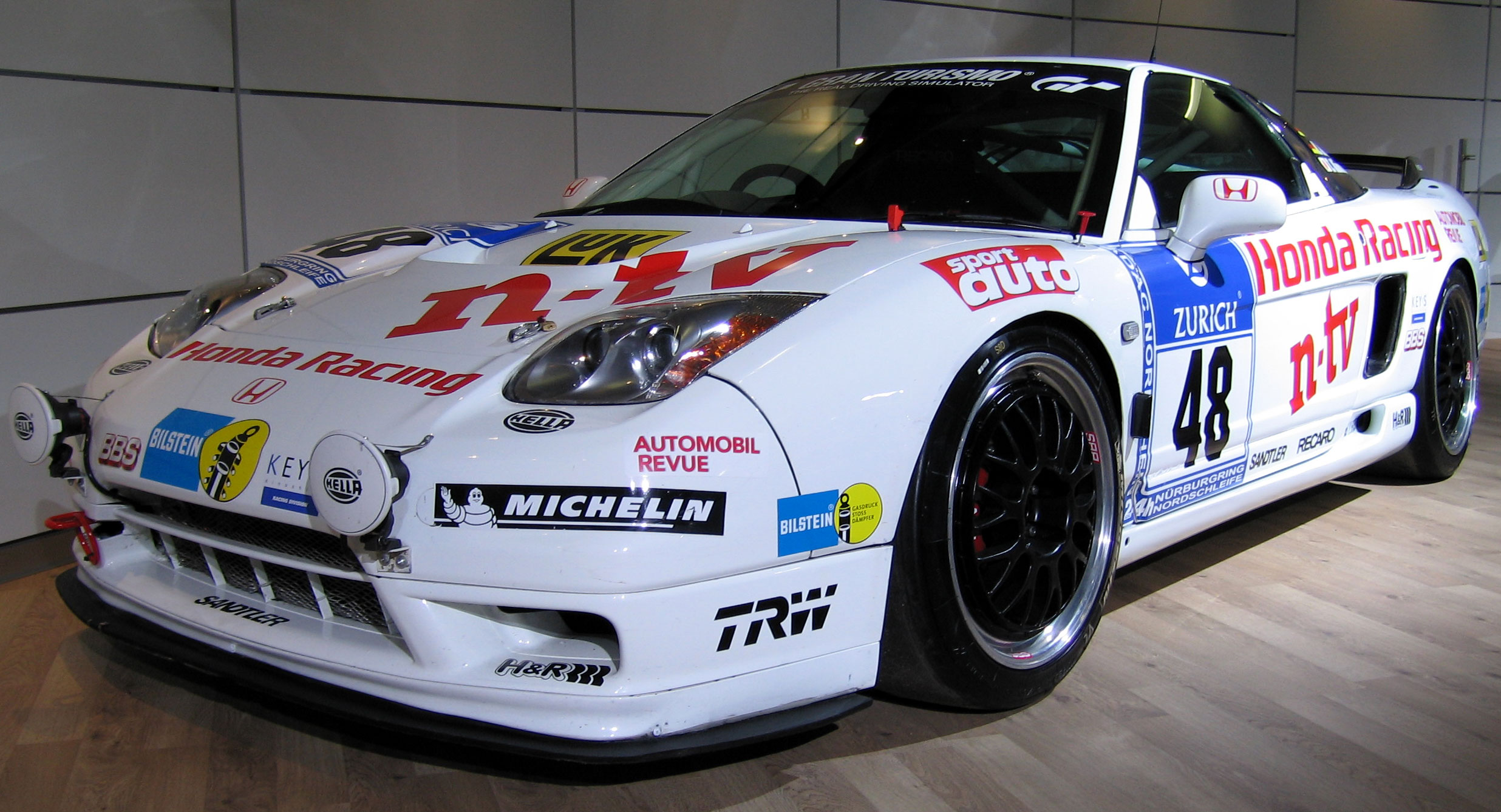
La Honda NSX-R de Niedzwiedz aux 24 Heures du Nürburgring 2005;
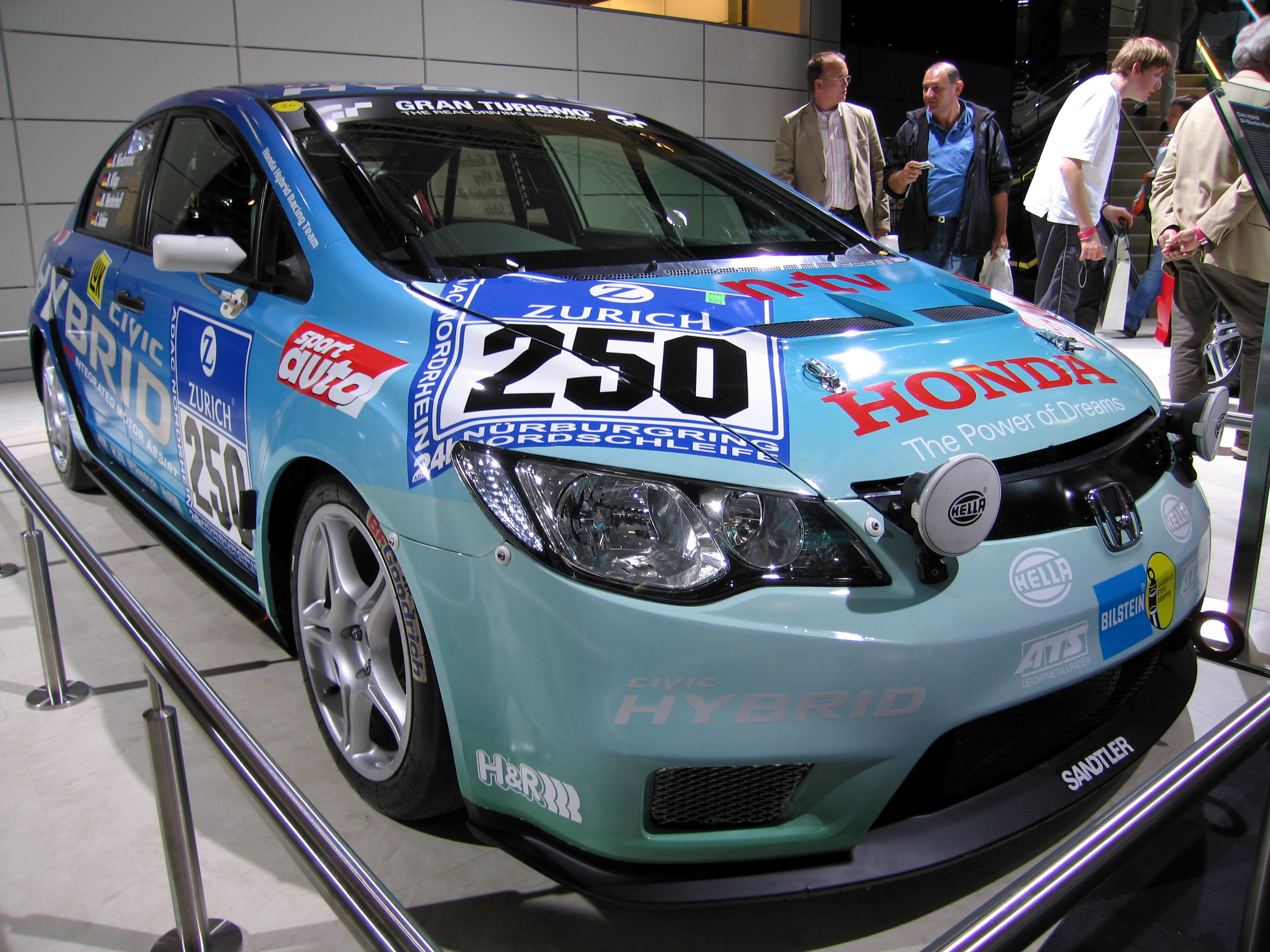
La Honda Civic Hybrid de Niedzwiedz aux 24 Heures du Nürburgring 2007.